# Alice Agogino
Alice Merner Agogino (1952) è un'ingegnere meccanico statunitense nota per le sue ricerche sull'intelligenza artificiale, la progettazione assistita da computer, i sistemi di apprendimento intelligenti e le reti di sensori wireless.
Nel 1997 Agogino è stata eletta membro della National Academy of Engineering statunitense per le applicazioni dell'intelligenza artificiale e per il lavoro sulla riforma nel percorso di studi in ingegneria.

## Vita e formazione
Agogino ha frequentato l'Università del Nuovo Messico, dove ha conseguito la laurea triennale in ingegneria meccanica nel 1975. Ha conseguito la laurea magistrale tre anni dopo presso l'Università di California Berkeley. Agogino ha conseguito il dottorato di ricerca nel 1984 presso l'Università di Stanford lavorando sull'ingegneria e i sistemi economici.

## Carriera e ricerca
Agogino ha iniziato la sua carriera mentre era ancora studentessa, lavorando come ingegnere di progetto per Dow Chemical dal 1972 al 1973. Durante gli anni del master e il primo anno di dottorato è stata ingegnere meccanico e specialista di sistemi presso General Electric. Nel 1979 fonda la sua propria azienda, Agogino Engineering, tuttora esistente. Nel 1980 Agogino ha trascorso un anno come analista di sistemi per SRI. Dal 1980 al 1981 ha guidato il programma Women in Engineering della Santa Clara University. Agogino è stata nominata assistente alla cattedra di ingegneria meccanica all'Università della California Berkeley nel 1984; attualmente è Professore di Ingegneria Meccanica alla "Roscoe and Elizabeth Hughes University".
Dal 1995 al 1999 è stata decano associato del Berkeley's College of Engineering e dal 1999 al 2001 è stata direttrice dell'Instructional Technology Program dello stesso College. Ha ricevuto finanziamenti dalla National Science Foundation per lavorare con Synthesis, un programma che incoraggia l'istruzione ingegneristica a livello universitario. Ha fatto parte di comitati professionali per la National Science Foundation, il National Research Council e la National Academy of Engineering. La sua ricerca attuale è focalizzata sulla tecnologia sostenibile.

## Premi e riconoscimenti
Agogino è membro di diverse società scientifiche, tra cui la National Academy of Engineering (1997), l'American Association for the Advancement of Science, l'European Academy of Science, l'Association of Women in Science e l'American Society of Mechanical Engineers. È membro della Society of Women Engineers e dell'Institute of Electrical and Electronics Engineers.
Ha anche ricevuto numerosi premi:
- Presidential Young Investigator Award, NSF (1985)[6]
- Young Manufacturing Engineer of the Year, Society of Manufacturing Engineers (1987)
- Director's Award for Distinguished Teaching Scholars, NSF (2004)
- Chancellor's Award for Advancing Institutional Excellence, Berkeley (2006)
- Professor of the Year, Pi Tau Sigma Berkeley (2011)
- Lifetime Mentoring Award, AAAS (2012–2013)[7]
- Presidential Award for Excellence in Science, Mathematics & Engineering Mentoring (2018)[8]